# 1688 en santé et médecine
| Années de la santé et de la médecine : 1685 - 1686 - 1687 - 1688 - 1689 - 1690 - 1691    |
| Décennies de la santé et de la médecine : 1650 - 1660 - 1670 - 1680 - 1690 - 1700 - 1710 |

Cet article présente les faits marquants de l'année 1688 en santé et médecine.

## Publications
- Béryl Bleu, traité de médecine traditionnelle tibétaine écrit en 1687–1688 par Sangyé Gyatso (1653-1705)[1].
- Quæstionum philosophicarum circa rerum naturalium examen ratione et experientia firmatum, de Caspar Bartholin le Jeune (1655-1738).
- Doron medicum or A supplement to the new London dispensatory in III books, de William Salmon (1644-1713)[2].

## Naissances
- 9 juillet : Niccolò Gualtieri (mort en 1744), médecin et malacologiste toscan[3].
- 22 août : Heinrich Bernhard Rupp (mort en 1719), médecin et botaniste allemand[4].
- 19 octobre : William Cheselden (mort en 1752), chirurgien anglais[5].

## Décès
- 9 octobre : Claude Perrault (né en 1613), médecin et architecte français[6].